# 不可能
| ウィキペディアには「不可能」という見出しの百科事典記事はありません（タイトルに「不可能」を含むページの一覧/「不可能」で始まるページの一覧）。 代わりにウィクショナリーのページ「不可能」が役に立つかもしれません。 |